# Ménil-Froger
Ménil-Froger település Franciaországban, Orne megyében. Lakosainak száma 62 fő (2022. január 1.). Ménil-Froger Croisilles, Lignères, Le Ménil-Vicomte, Saint-Germain-de-Clairefeuille és Merlerault-le-Pin községekkel határos.

## Népesség
A település népességének változása:
| Lakosok száma | 62   | 58   | 57   | 55   | 55   | 54   | 57   | 59   | 62   |
|               | 2013 | 2015 | 2016 | 2017 | 2018 | 2019 | 2020 | 2021 | 2022 |